# Hong Kongul Britanic
Hong Kongul Britanic a fost o colonie și teritoriu dependent de Marea Britanie, din 1841 până în 1941 și din 1945 până în 1997. Hong Kong a fost sub conducere britanică din 1841 și a fost pentru puțin timp ocupat de Japonia din 1941 până în 1945, înainte de a preda teritoriul înapoi forțelor britanice, continuând conducerea britanică din 1945 până în 1997. Perioada colonială a început cu ocuparea Insulei Hong Kong în 1841, în timpul Primului Război al Opiului. Insula a fost cedată de dinastia Manciu în urma războiului, în 1842, și recunoscută ca și colonie a Coroanei în 1843. Colonia s-a extins spre Peninsula Kowloon în 1860, după Al Doilea Război al Opiului și a fost extinsă și mai departe, când Marea Britanie a obținut o arendă de 99 de ani a Teritoriilor Noi, în 1898.
Chiar dacă Insula Hong Kong și Kowloon au fost cedate pentru totdeauna, zona închiriată cuprindea 92% din teritoriu și Marea Britanie a considerat că nu era vreun mod posibil de a împărți colonia singură, în timp ce Partidul Comunist Chinez nu dorea extinderea arendei sau permiterea unei administrații britanice după aceea. Marea Britanie a acceptat, în final, să transfere întreaga colonie Chinei la expirarea tratatului în 1997, după ce a obținut garanția că îi vor fi conservate sistemele, libertățile și modul de trai timp de, cel puțin, 50 de ani.

## Istorie

### Înființarea coloniei
În 1836, guvernul manciurian a întreprins o revizuire majoră a politicii legate de comerțul cu opiu. Lin Zexu s-a oferit voluntar spre a suprima opiul. În martie 1839, a devenit Comisar Imperial Special în Canton, unde a ordonat negustorilor străini să își predea rezervele de opiu. I-a limitat pe britanici în a locui doar în Cartierul Canton și le-a tăiat proviziile. Administratorul-Șef britanic al Comerțului, Charles Elliot, s-a conformat cu cererile lui Lin de a asigura o ieșire în siguranță pentru britanici, acoperirea costului fiind împărțit între cele două guverne. Când Elliot a promis că guvernul Marii Britanii va plăti rezervele de opiu, negustorii și-au predat cele 20.293 cufere de opiu, care au fost distruse în public.